# 알바로 바스케스
알바로 바스케스 가르시아 (Álvaro Vázquez García, 1991년 4월 27일 ~ )는 스페인의 축구 선수이다. 현재 인도 슈퍼리그의 FC 고아에서 뛰고 있다.